# Drežnik (Chorwacja)
Drežnik – wieś w Chorwacji, w żupanii brodzko-posawskiej, w gminie Rešetari. W 2011 roku liczyła 464 mieszkańców.